# Грейс Огот
Грейс О́гот (Grace Ogot; також Grace Emily Ogot, née Akinyi; 15 травня 1930 — 18 березня 2015) — кенійська письменниця, медсестра, журналістка, політик та дипломат; за походженням луо, також писала рідною мовою дхолуо. Разом з Черіті Васіума вона була першою англомовною кенійською письменницею, чиї твори вийшли друком. Вона була однією з перших членкинь парламенту Кенії, також стала помічником міністра.

## Вибрана бібліографія
- The Promised Land: роман, Nairobi: East African Publishing House, 1966;
- Land Without Thunder; оповідання, Nairobi: East African Publishing House, 1968;
- The Other Woman: Selected Short Stories, Nairobi: Transafrica, 1976;
- The Graduate, Nairobi: Uzima Press, 1980;
- The Island of Tears (short stories), Nairobi: Uzima Press, 1980;
- Aloo kod Apul-Apul (1981), мовою луо;
- Ber wat (1981), мовою луо;
- Miaha (мовою луо), 1983; англійський переклад Окота Окомбо (Okoth Okombo) The Strange Bride (1989)
- Simbi Nyaima - the Lake that Sank (2018);
- The Royal Bead (2018);
- Princess Nyilaak (2018).